# Castella (Californie)
Pour les articles homonymes, voir Castella.
Castella est une census-designated place du comté de Shasta, dans l'État de Californie, aux États-Unis. En 2020, elle compte une population de 214 habitants.